# Boris Porena
Boris Porena, né à Rome le 27 septembre 1927 et mort à Cantalupo in Sabina le 3 mai 2022, est un intellectuel, compositeur et spécialiste en didactique italien. Il a été marié avec Paola Bučan, violoncelliste croate renommée et spécialiste en didactique, professeure dans le Conservatoire de Pérouse, en Ombrie, Italie.

## Biographie
Boris Porena a étudié avec Goffredo Petrassi – avec des camarades d'études comme Ennio Morricone, Aldo Clementi, Sergio Cafaro … Même si initialement il a subi l’influence des poètes du néoclassicisme, il a adopté successivement le langage harmonique de la renaissance tardive, en l’utilisant d’une manière originale, pour construire sa propre recherche musicale.
Il commence la composition très jeune, à douze ans[réf. nécessaire]. Dans sa carrière se distingue une première période (jusqu’à 1967) où il obtient une large reconnaissance nationale et internationale. Depuis 1968, comme conséquence de l'’évolution de sa pensée et de son compromis social, il renonce pendant vingt années à l’activité compositrice, en se consacrant à la pratique culturelle de base. Pendant cette période il fonde le Centre Métaculturel. Après 1988, il reprend la composition avec un enthousiasme renouvelé, en créant une nouvelle période de son œuvre.
Dans le champ de la critique il a produit quelques essais d’importance sur son maître, Goffredo Petrassi. Il a écrit plusieurs textes sur la musique, parmi lesquels Musique - société (Einaudi, 1975). Ses livres couvrent des autres champs, et particulièrement la pédagogie et la didactique de vase, mais aussi la réflexion philosophique, comme dans Hypothèse Métaculturelle : une hypothèse pour la survie (1999).
Boris Porena a travaillé comme professeur de nouvelle didactique de la composition au Conservatoire Sainte-Cécile, à Rome, et il a été aussi directeur du Centre de Recherche et Expérimentation Culturelle « Musica in Sabina ». Parmi ses nombreux disciples se trouvent Jesús Villa-Rojo, Luca Lombardi, Claudio Prieto, James Clifford Brown, Celestino Dionisi, Giuliano d'Angiolini, James Demby, Derek Healey, Jorge Peixinho, Oliver Wehlmann, Alessandro De Rosa.
Son intérêt pour la nature l'a conduit à une haute spécialisation en entomologie, et spécifiquement en coléoptérologie. En outre, il a produit une riche œuvre poétique, spécialement en allemand, sa langue maternelle.

## Hypothèse métaculturelle
La préoccupation de Boris Porena pour les problèmes de nature globale qu’affecte la société contemporaine l'a conduit, avec le Centre Métaculturel, à la formulation de l’Hypothèse Métaculturelle HMC.
Cette Hypothèse Métaculturelle connait plusieurs formulations :
- (Formulation 1) “Chacun de nos actes ou pensées, au moins dans la mesure où il est un possible objet de communication, possède en soi une composante culturelle qui doit être relativisée en relation à la culture qui l’a produit”.
- (Formulation 2) “HMC coïncide avec la suspension du principe de non contradiction”.
- (Formulation 3) “Étant donné une proposition p quelconque, il est toujours possible soit de découvrir, soit de construire un univers culturel local UCLp où elle devient ‘vraie’ ”

## Écrits
- Kinder-Musik (1973)
- Inquisitions musicales (1974)
- Musique-Société. Inquisitions musicales II (1975)
- La musique dans l’école obligatoire (5 volumes) (1975-1978)
- Musica Prima. La composition musicale: un ustensile de la pratique culturale de base dans l’école et dans le territoire (1979)

- Le lac des histoires réfléchies (1984)
- Nouvelle Didactique de la Musique (révision et commentaires techniques par Paola Bučan) (1988) 
  - N.1 Pour le Piano - Un itinéraire pour les 3 premières années d’étude
  - N.2 Pour la Composition - Questions Grammaticales et Syntactiques
  - N.4 Pour le Violoncelle - Un itinéraire vers l’activité professionnelle
- L’Hypothèse métaculturelle: une hypothèse pour la composition des diversités, donc pour la survie (1999).
- Sur la composition. Réflexions métaculturelles pour l’usage des professionnels et des amateurs de la musique. (1998)
- Del sapere al pensare. Pour une école de base effectivement renouvelée (2003)

## Œuvres musicales
Sa riche production musicale, qui couvre des centaines d’œuvres, a été cataloguée avec précision par Patrizia Conti (voir “L’utopie possible”). 
- Sonatine "Vive la France!" (piano) (1951)
- Trois pièces sacrées . Texte liturgique (1. Kyrie 2. Sanctus 3. Agnus Dei) (1954)
- Vier klassische Lieder (soprano, piano) 1. Die Zerstörung Magdeburgs, 2. St. NepomuksVorabend, 3. Schneider-Courage, 4. Die wandelnde Glocke (1956)
- Der Gott und die Bayadere (barytone, soprano, chœur, deux flûtes, deux hautbois, deux clarinettes, deux fagots, quatre trombes, cordes) (1957)
- Vier kanonische Lieder (soprano, clarinette) 1. Fernen 2. Auge der Zeit 3. Ich weiss 4. Der uns die Stunden zählte (1958)
- Drei Lieder (bas, 3 trombones – ou 3 violoncelles) 1. Im Osten 2. Klage 3. Der Schlaf (à l’origine de tant des autres Trakl-Lieder) (1959-1960)
- Eine Gryphius-Kantate (Cantate baroque) (1961)
- Musique pour orchestre N.1, (trois flûtes, trois hautbois, trois clarinettes, deux fagots, trois cornes, trois trombes, trois trombones, percussion, cordes) (1963)
- Über aller dieser deiner Trauer. Passio judaica (1965)
- Sei Ländler (à la mémoire de Serapione) – Inquisitions musicales (piano) (1970)
- Suite N. 1 Benjamín Britten (violoncelle solo) Prima (1981)
- Sonata quasi una parodia (Beethoven opus 109) (piano) (1987)
- Traumwirrnis (Schumann) (piano) (1987)
- Claude … déchiré (Debussy) (piano) (1987)
- Trio N. 1 Felix (violon, violoncelle, piano) (1987)
- Vivaldi (quatre violons concertants, cordes) (1988)
- Satura pour Bruno (flûte, clarinette, violon, violoncelle, piano) (1991)
- Del più e del meno (deuxième version) Dialogue pour violoncelle solo (1992)
- Wir. Action scénique dans trois actes et un intermezzo (1993-1995)
- Euphorion. Szene für einen Goetheabend (1997)
- Bauhaus-Symphonie (Symphonie N. 4), 1. Punkte, Linien, Flächen, Farben, 2. Linie, auf Abenteuer aus, 3. Gebrauchssinfonietta, 4. Räume (1997)
- Huit préludes pour violoncelle solo (1999)
- Eine weltliche Passion. Passio mundana (2000)
- Quartet N. 4 (1. Figurale monodico, 2. Afigurale I, 3. Figurale armonico (chorale varié), 4. Afigurale II, 5. Figurale contrappuntistico (Fugue première), 6. Afigurale III (Fugue deuxième)) (2000)
- Suite 2000 (Suite de suites) (2000)
  - I serie - Preludio Menuetto Sarabanda Gavotta Bourrée Pavana Giga
  - II serie - Valzer Polka Tango Samba Ragtime Rock I Rock II Passacaglia
  - III serie - Estampida Girotondo Canzone a Ballo Ritmo indiano Danza dell’anitra Danza rituale Tarantella)